# 15202 Yamada-Houkoku
15202 Yamada-Houkoku eller 1977 EM5 är en asteroid i huvudbältet som upptäcktes den 12 mars 1977 av de båda japanska astronomerna Hiroki Kōsai och Kiichirō Furukawa vid Kiso-observatoriet i Japan. Den är uppkallad efter forskaren Yamada-Houkoku (1805-1877).
Asteroiden har en diameter på ungefär 8 kilometer.